# Пассанг Церинг
Пассанг Церинг (род. 16 июля 1983, Тхимпху) — бутанский футболист
В 2007 году он стал лучшим бомбардиром Дивизиона А с 28 голами. 17 из этих голов он забил в одном матче против команды RIHS.
Пассанг Церинг выступал за сборную Бутана, в частности, принимал участие в чемпионате ЮАФФ 2003 года.